# زنان در آلمان نازی
در دوره رایش سوم زنان در رژیمی می‌زیستند که آنان را در نقشهای مادر و همسر تعریف کرده آن‌ها را از همهٔ موقعیتهای دارای مسئولیت خصوصاً در حوزه سیاسی و دانشگاهی محروم می‌کرد. سیاست ناسیونال سوسیالیسم در تضاد کامل با آزادسازی جمهوری وایمار و گرایش پدرسالارانه و محافظه کارانه امپراطوری آلمان است. هدف نهایی گروهبندی زنان در قلب سازمانهای اقماری حزب نازی، نظیر بوند دویچا مدل یا ان اس فراوئنشافت ایجاد سازگاری جامعه مردمی فولکسگماینشافت بود.
مدل ناسیونال سوسیالیستی زن شغل نداشت، ولی مسئول آموزش فرزندانش و خانه‌داری بود. زنان فقط حقی محدود برای آموختن حول وظایف داخلی بودند و در طول زمان، از تدریس در دانشگاه‌ها، از حرفه‌های پزشکی و از پارلمان محروم بودند. به جز رایشزفوررین گرترود شولتس کلینک، هیچ زنی اجازه داشتن مقام رسمی نداشت، با این حال برخی از استثناهایی در رژیم وجود داشت؛ از طریق نزدیکی به آدولف هیتلر، مانند ماگدا گوبلز، یا با پیشرفت در رشته‌های خاص، از جمله فیلمساز لنی ریفنشتال از هانا رایچ خلبان.
در حالی که برخی از زنان مؤثر در سیستم یا در قلب اردوگاه‌های آموزش سربازان نازی زن وجود داشتند ولی بعضی از آن ها در جنگ جان باختند

## ایده‌آل زنانه ناسیونال سوسیالیستی

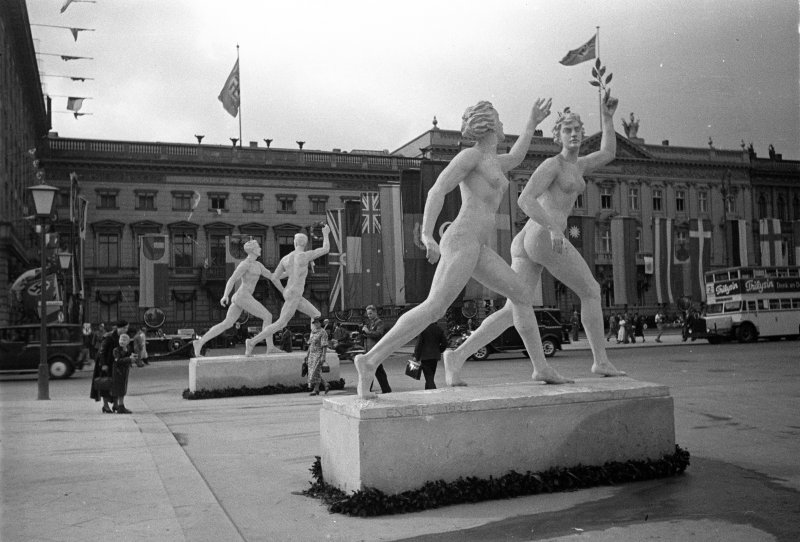
مجسمه‌های بدن زنانه ایده‌آل در خیابانهای برلین، نصب شده به مناسبت المپیک تابستانی ۱۹۳۶.

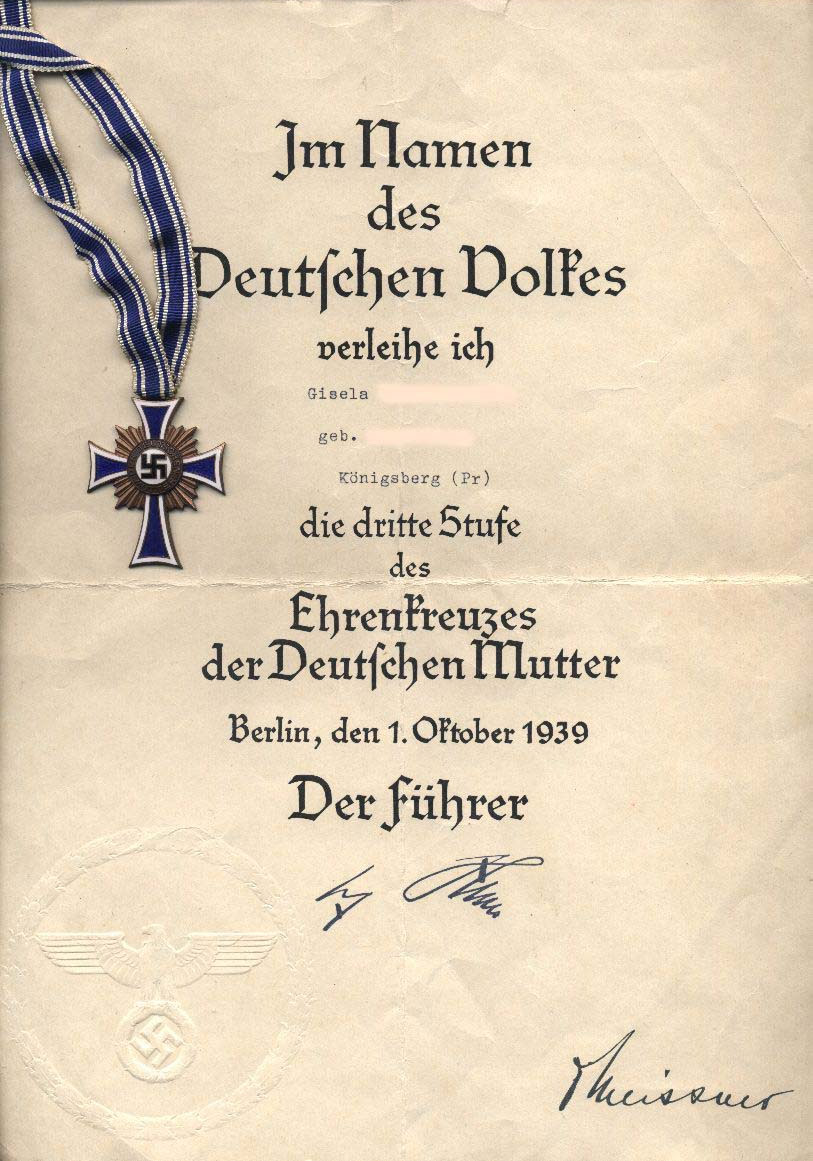
گواهی صلیب افتخار مادر آلمانی.

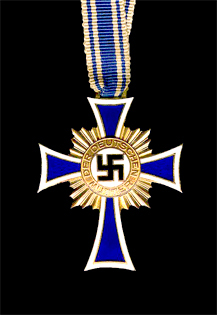
مدال صلیب افتخار مادر آلمانی.

### زن نوین
زن ناسیونال سوسیالیست می‌بایست با جامعه آلمانی مطلوب آدولف هیتلر (فولکسگماینشافت) منطبق باشد، از لحاظ نژادی خالص و از لحاظ بدنی توانمند. او کار نمی‌کرد، در مکتب مادری می‌زیست و پیرو شعار قیصر ویلهم دوم امپراتور آلمان، کیندا، کوچه، کیرشه، کودکان، آشپزخانه، کلیسا بود. در سندی منتشره به ۱۹۳۴، نه فرمان ستیزه کارگران، هرمان گورینگ، با صراحت کمتری نقش آینده زن آلمانی را برمی‌شمرد: «یک قابلمه، جارو و خاک انداز بگیر و با یک مرد ازدواج کن». این طرح ضد فمینیستی بود زیرا ناسیونال سوسیالیستها حقوق سیاسی اعطا شده به زنان را با طبیعت تولید مثل، تنها نقشی که آنان در آن می‌توانستند شکوفا شده و به بهترین وجه منافع ملت را تأمین کنند، متضاد می‌دانستند. نتیجتاً ماگدا گوبلز در ۱۹۳۳ اعلام کرد: «زنان آلمان از سه حرفه محروم اند: ارتش، مانند هرجای دیگر دنیا؛ دولت و قضا. اگر یک دختر آلمانی باید بین شغل و ازدواج باید انتخاب کند، او همواره تشویق خواهد شد که ازدواج را برگزیند چرا که برای زن این بهترین است».

## نگارخانه

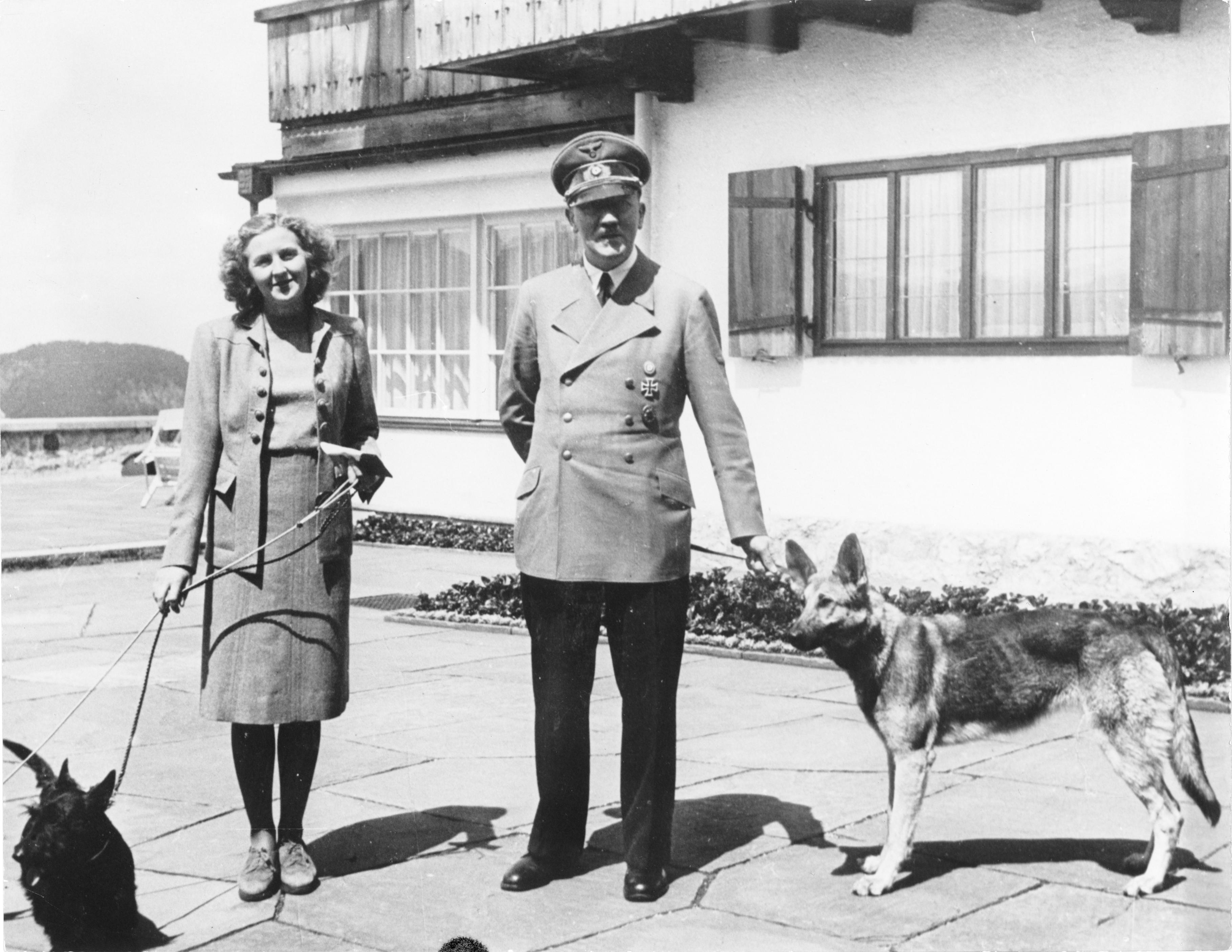
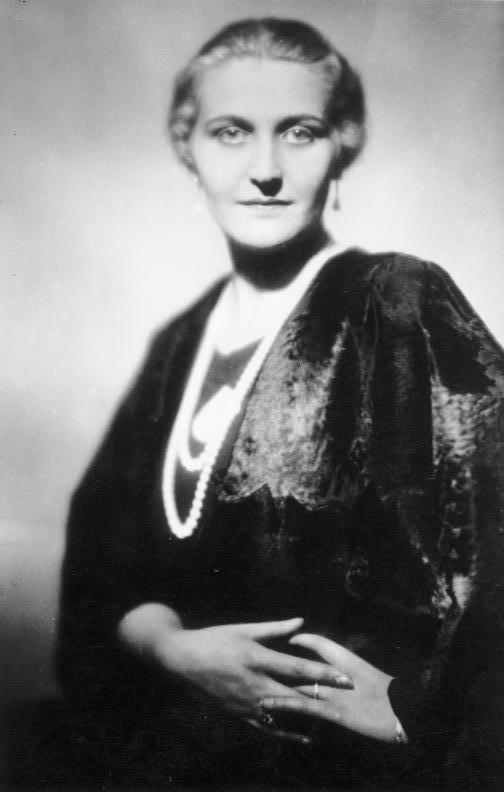
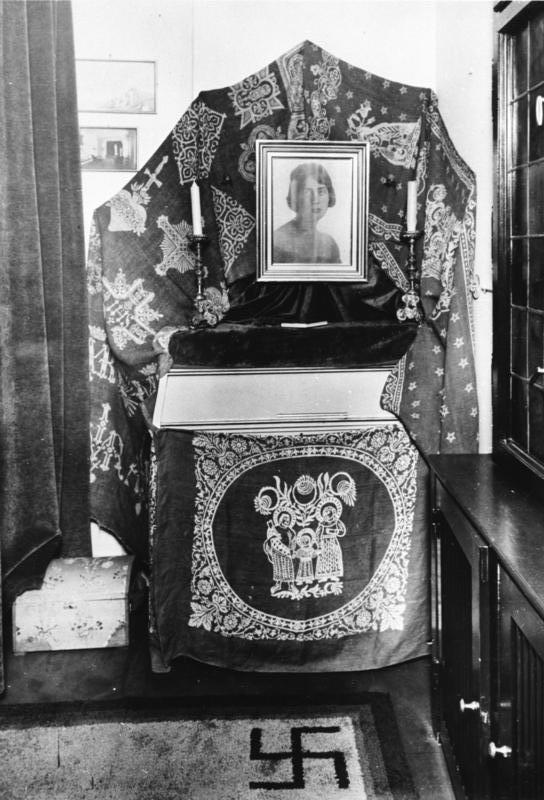
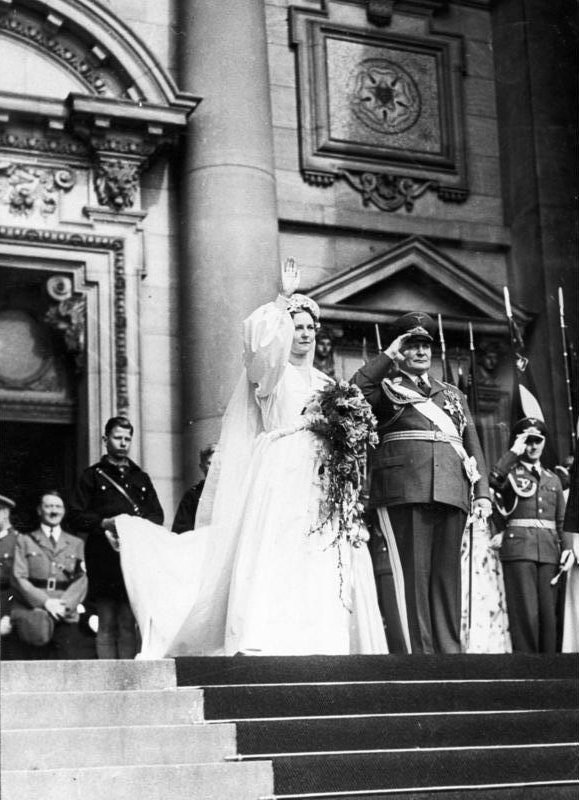
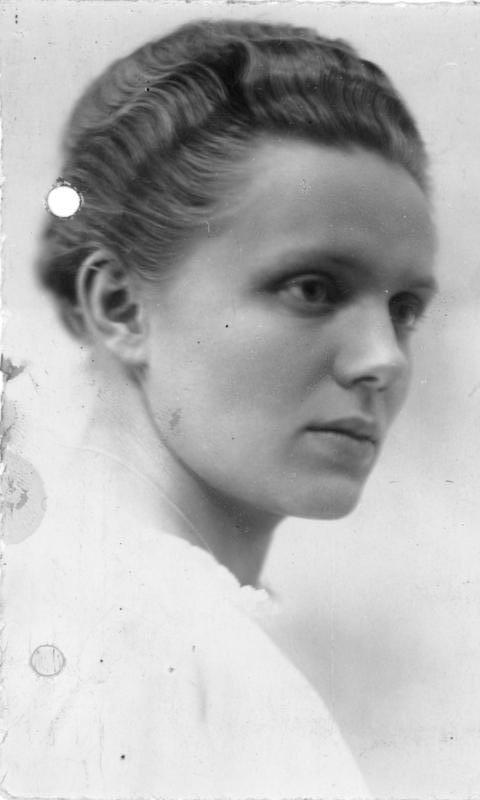
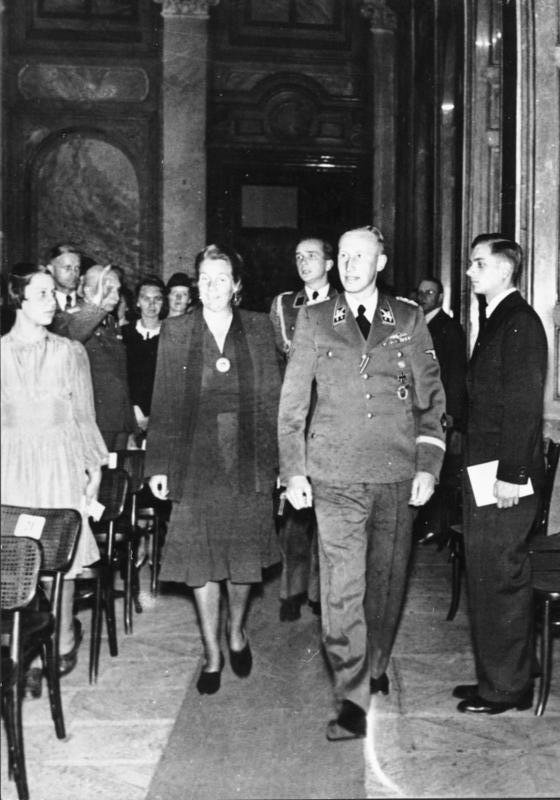